# Claudia Rieth
Claudia Rieth (* 10. Februar 1970 in Neuss) ist eine ehemalige deutsche Basketballspielerin.

## Laufbahn
Rieth spielte Ende der 1980er Jahre mit der TG Neuss in der Bundesliga. 1987 nahm sie mit der bundesdeutschen Auswahl an der Kadettinneneuropameisterschaft in Polen teil, sie erzielte bei sieben Turniereinsätzen im Durchschnitt 6,1 Punkte pro Begegnung. Von der Neuss-Grevenbroicher Zeitung wurde Rieth 1987 als Sportlerin des Jahres ausgezeichnet. Ende Juli 1988 trat Rieth mit der BRD-Auswahl bei der Junioren-EM an und verbuchte mit 11,7 Punkten je Einsatz den höchsten Schnitt der deutschen Spielerinnen.
Sie spielte beim Bundesligisten BC Wolfenbüttel, später bis 1999 beim SV Halle. Im Vorfeld der Saison 1999/2000 wechselte Rieth zum Zweitligisten SC Rist Wedel und stieg mit diesem im März 2000 in die erste Liga auf. Sie spielte für Wedel dann 2000/2001 ebenfalls in der höchsten deutschen Liga und zog im März 2001 ins deutsche Pokalendspiel ein, das sie mit Wedel aber gegen Wuppertal verlor. In Wedel war sie auch als Jugendtrainerin tätig. Rieths Tochter Lisa Hoffmann wurde Basketball-Jugendnationalspielerin.